# Chelsea Grin (EP)
Chelsea Grin è il primo EP del gruppo deathcore statunitense Chelsea Grin, pubblicato nel 2008.

## Tracce
- Download digitale

1. Crewcabanger - 3:43
2. Anathema of the Sick - 3:31
3. Cheyne Stokes - 2:36
4. Disgrace - 2:34
5. Lifeless - 2:19

- CD (tracce bonus)

1. Recreant - 3:30

## Formazione
- Alex Koehler - voce
- Chris Kilbourn - chitarra
- Mike Stafford - chitarra, voce
- Austin Marticorena - basso
- Andrew Carlston - batteria